# Élections municipales, de conseils d'éducation de district et de régies régionales de la santé au Nouveau-Brunswick en 2012
 (novembre 2024).
Si vous disposez d'ouvrages ou d'articles de référence ou si vous connaissez des sites web de qualité traitant du thème abordé ici, merci de compléter l'article en donnant les références utiles à sa vérifiabilité et en les liant à la section « Notes et références ».
Les élections municipales, de conseils d’éducation de district et de régies régionales de la santé au Nouveau-Brunswick ont eu lieu le 14 mai 2012 afin d'élire les maires et conseillers municipaux des 104 municipalités que comptait la province à ce moment.

## Changement parmi les maires et conseils municipaux

### Maires et conseils municipaux sortants ne présentant pas à la réélection
Les maires et les conseils municipaux suivants ont annoncé ne pas vouloir présenter leur candidature
Maires
- Jean Leblanc, Dieppe
- Lucio Cordisco, Maisonnette
- Fay Tidd, Oromocto
- Clarence Sweetland, Riverview
- Pat Estabrooks, Sackville
- Raymond Cormier, Shédiac

### Maires et conseils municipaux défaits
Les boites ci-dessous indiquent les maires et conseils municipaux qui se représentaient lors de l'élection, mais qui n'ont pas été réélus.
Maires
- Jacques P. Martin, Edmundston
- Marcel Deschênes, Grand-Sault
- Ivan Court, Saint-Jean

### Nouveaux maires et conseils municipaux
Les boites ci-dessous indiquent les nouveaux maires et conseils municipaux qui font leur entrée en politique municipale à la suite de l'élection.
Maires
- Yvon Lapierre, Dieppe
- Cyrille Simard, Edmundston
- Richard Keeley, Grand-Sault
- Jason Godin, Maisonnette
- Bob Edward Powell, Oromocto
- Ann Seamans, Riverview
- Robert D. Berry, Sackville
- Mel Norton, Saint-Jean
- Jacques LeBlanc, Shédiac

Conseils municipaux
- Jordan Nowlan, Dieppe

## Résultats à la mairie
- (X) = Maire sortant

### Bathurst
| Candidate             | Votes | %     |
| --------------------- | ----- | ----- |
| Stephen J. Brunet (X) | 3,690 | 81.31 |
| James Risdon          | 848   | 18.69 |

### Campbellton
| Candidate             | Votes       |
| --------------------- | ----------- |
| Bruce N. McIntosh (X) | Acclamation |

### Dieppe
| Candidate       | Votes | %     |
| --------------- | ----- | ----- |
| Yvon Lapierre   | 4,005 | 45.59 |
| Hélène Boudreau | 3,438 | 39.13 |
| Dave Maltais    | 1,342 | 15.28 |

### Edmundston
| Candidate             | Votes | %     |
| --------------------- | ----- | ----- |
| Cyrille Simard        | 5,276 | 60.76 |
| Jacques P. Martin (X) | 3,407 | 39.24 |

### Fredericton
| Candidate         | Votes  | %    |
| ----------------- | ------ | ---- |
| Brad Woodside (X) | 10,309 | 62.9 |
| Matthew Hayes     | 6,072  | 37.1 |

### Grand Bay–Westfield
| Candidate        | Votes       |
| ---------------- | ----------- |
| Grace Losier (X) | Acclamation |

### Grand-Sault
| Candidate            | Votes | %     |
| -------------------- | ----- | ----- |
| Richard Keeley       | 1,385 | 44.63 |
| Marcel Deschênes (X) | 1,157 | 37.29 |
| Denise Lagacé Rioux  | 561   | 18.08 |

### Maisonnette
| Candidate   | Votes | % |
| ----------- | ----- | - |
| Jason Godin | 284   |   |
| Sam Godin   | 105   |   |

### Miramichi
| Candidate          | Votes | %     |
| ------------------ | ----- | ----- |
| Gerry Cormier (X)  | 4,317 | 55.93 |
| Reg I. Falconer    | 3,046 | 39.46 |
| Keith Edward Kenny | 356   | 4.61  |

### Moncton
| Candidate          | Votes  | %    |
| ------------------ | ------ | ---- |
| George LeBlanc (X) | 14,424 | 87.0 |
| Carl Bainbridge    | 2,153  | 13.0 |

### Oromocto
| Candidate               | Votes | %     |
| ----------------------- | ----- | ----- |
| Bob Edward Powell       | 656   | 39.05 |
| Dianne D. Buchanan      | 608   | 36.19 |
| Michael James MacDonald | 416   | 24.76 |

### Quispamsis
| Candidate           | Votes | %     |
| ------------------- | ----- | ----- |
| Murray Driscoll (X) | 3,161 | 65.64 |
| Beth A. Fitzpatrick | 1,655 | 34.36 |

### Riverview
| Candidate         | Votes | %     |
| ----------------- | ----- | ----- |
| Ann Seamans       | 3,067 | 48.44 |
| Donald R. Lenehan | 2,053 | 32.42 |
| Mark G. Crandall  | 1,212 | 19.14 |

### Rothesay
| Candidate             | Votes | %     |
| --------------------- | ----- | ----- |
| William J. Bishop (X) | 2,123 | 53.27 |
| Kathryn M. Hanson     | 1,862 | 46.73 |

### Sackville
| Candidate            | Votes | %     |
| -------------------- | ----- | ----- |
| Robert D. Berry      | 1,033 | 49.50 |
| Sabine Barbara Dietz | 503   | 24.10 |
| Keith B. Carter      | 291   | 13.94 |
| John Murchie         | 260   | 12.46 |

### Saint-Jean
| Candidate            | Votes  | %    |
| -------------------- | ------ | ---- |
| Mel Norton           | 17,309 | 75.6 |
| Ivan Court (X)       | 3,494  | 15.3 |
| Matthew D. Thompson  | 1,278  | 5.6  |
| Joseph Alan Callahan | 827    | 3.7  |

### Shédiac
| Candidate       | Votes | %     |
| --------------- | ----- | ----- |
| Jacques LeBlanc | 1,890 | 60.97 |
| Peter Breau     | 662   | 21.35 |
| Gerry O'Brien   | 548   | 17.68 |

### Woodstock
| Candidate           | Votes       |
| ------------------- | ----------- |
| Arthur L. Slipp (X) | Acclamation |